# Бен и Кейт
«Бен и Кейт» (англ. Ben and Kate) — американский комедийный сериал Даны Фокс, транслировавшийся на телеканале Fox с 25 сентября 2012 года по 22 января 2013 года.
23 января 2013 года шоу было снято с эфира. 25 января 2013 года Fox подтвердил, что сериал закрыт.

## Сюжет
Бен и Кейт, брат и сестра, которые кажутся абсолютно разными. Бен — мечтатель, который так и не устроился в жизни, а Кейт, из-за рождения ребёнка, оставила все свои планы и работает в баре. Бен понимает, что Кейт нужна помощь в воспитании шестилетней дочери Мэдди и он решает остаться с ними. Также им помогают их близкие друзья Би Джей и Томми.

## В ролях

### Основной состав
- Дакота Джонсон — Кейт Фокс, сестра Бена
- Нат Факсон — Бен Фокс, брат Кейт
- Мэгги Элизабет Джонс — Мэдди Фокс, дочь Кейт
- Люси Панч — Би Джей (Беатрис Джоан), коллега Кейт, де-юре жена Бена и лучшая подруга Фоксов
- Эчо Келлум — Томми, лучший друг Бена, 10 лет безответно любит Кейт

### Второстепенный состав
- Джофф Стульц — Уилл, сосед и временный парень Кейт
- Роб Кордри — Бадди, владелец бара «Baddy's», временный парень Би Джей
- Бриттани Сноу — Лайла, девушка Томми
- Мелинда Макгроу — Вера, бизнесвумен, временная девушка и бизнес-партнёр Бена
- Лорен Миллер — Дарси, бывшая подруга Бена, с которой он мечтал завести семью
- Лука Джонс — Лэнс, гость на вечеринке Уилла, последний парень Кейт, кондитер
- Брюс Макгилл — Рэнди Фокс, отец Бена и Кейт

## Эпизоды
| Сезон | Сезон | Эпизоды | Оригинальная дата показа | Оригинальная дата показа |
| Сезон | Сезон | Эпизоды | Премьера сезона          | Финал сезона             |
| ----- | ----- | ------- | ------------------------ | ------------------------ |
|       | 1     | 16      | 25 сентября 2012         | 22 января 2013           |

| № в сезоне | Название                                       | Режиссёр          | Автор сценария                  | Дата премьеры     | Произв. код | Зрители в США (млн) |
| ---------- | ---------------------------------------------- | ----------------- | ------------------------------- | ----------------- | ----------- | ------------------- |
| 1          | «Pilot» «Пилот»                                | Джейк касдан      | Дана Фокс                       | 25 сентября 2012  | 1AVE79      | 4,21                |
| 2          | «Bad Cop/Bad Cop» «Плохой коп/Плохой коп»      | Джейк Касдан      | Дана Фокс                       | 2 октября 2012    | 1AVE01      | 3,32                |
| 3          | «The Fox Hunt» «Охота Фоксов»                  | Гейл Манкусо      | Джон Куаэнтенс                  | 9 октября 2012    | 1AVE02      | 3,23                |
| 4          | «21st Birthday» «21-й день рождения»           | Дэвид Катценберг  | Дэвид Фини                      | 16 октября 2012   | 1AVE04      | 2,70                |
| 5          | «Emergency Kit» «Аварийный комплект»           | Питер Соллетт     | Дана Фокс                       | 23 октября 2012   | 1AVE03      | 2,99                |
| 6          | «Scaredy Kate» «Отпугивающая Кейт»             | Фрэд Госс         | Мэтт Фасфелд и Алекс Катбертсон | 30 октября 2012   | 1AVE05      | 3,01                |
| 7          | «Career Day» «День карьеры»                    | Джей Чандрашекхар | Лорни Скафария                  | 13 ноября 2012    | 1AVE06      | 2,39                |
| 8          | «Reunion» «Воссоединение»                      | Дэйзи Майер       | Линдси Шокли                    | 20 ноября 2012    | 1AVE07      | 2,35                |
| 9          | «Guitar Face» «Гитарное лицо»                  | Мэтт Шон          | Дэвид Фини и Джон Куаэнтенс     | 27 ноября 2012    | 1AVE08      | 2,82                |
| 10         | «The Trip» «Поездка»                           | Линн Шелтон       | Гейл Лернер                     | 4 декабря 2012    | 1AVE09      | 2,60                |
| 11         | «B-Squad» «Команда Би»                         | Роб Шрэб          | Лаура Вальдивия                 | 8 января 2013     | 1AVE10      | 2,36                |
| 12         | «Girl Problems» «Девчачьи проблемы»            | Дэвид Катценберг  | Мэтт Фасфелд и Алекс Катбертсон | 15 января 2013    | 1AVE11      | 2,20                |
| 13         | «Bake-Off» «Выпечка»                           | Фрэд Госс         | Сэм Склавер                     | 22 января 2013    | 1AVE12      | 2,53                |
| 14         | «Gone Fishin'» «На рыбалку»                    | Дэвид Катценберг  | Джон Куаэнтэнс                  | Не транслировался | 1AVE13      | N/A                 |
| 15         | «Father-Daughter Dance» «Танец отца с дочерью» | Майкл Патрик Жанн | Дэвид Фини                      | Не транслировался | 1AVE14      | N/A                 |
| 16         | «Ethics 101» «Этика 101»                       | Джей Чандрашекхар | Линдси Шокли                    | Не транслировался | 1AVE15      | N/A                 |

## Отзывы критиков
По большей части на Metacritic сериал получил положительные отзывы и набрал 67 из 100 баллов. В настоящее время его рейтинг на TV.com составляет 5,3 из 10.

## Международный показ
Премьера сериала «Бен и Кейт» состоялась в Австралии 8 октября 2012 года на канале Network Ten. В Великобритании шоу стартовало 7 января 2013 года на ITV2. В Канаде сериал показывался на телеканале City с 25 сентября 2012 года в то же время, что и в США.